# Milko Brezigar
Milko Brezigar, slovenski pravnik, gospodarski teoretik in politik, * 6. oktober 1886, Doberdob, Avstro-Ogrska, † 22. april 1958, Salzburg, Avstrija.

## Življenje in delo
Rodil se je v slovenski učiteljski družini v Doberdobu. Gimnazijo je obiskoval v Gorici (1898–1904), pravo in državoznanske vede v Gradcu in Dunaju, kjer je 1910 tudi doktoriral, ter nato nadaljeval še s študijem ekonomije v Berlinu. Od 1911 je objavljal v Vedi in drugih slovenskih in nemških listih članke večinoma gospodarske vsebine, prevzel 1914 uredništvo gospodarskega dela dunajskega časopisa Reichspost.  Kot visokošolec se je udejstvoval v akademskem društvu Slovenija. Pripadal je liberalno usmerjenemu krogu slovenskih političnih delavcev, ki so imeli v programu združitev in osamosvojitev južnih Slovanov. Po 1. svetovni vojni se je za stalno naselil v Ljubljani in se pridružil skupini liberalnih demokratov in postal eden vodilnih gospodarskih strokovnjakov Jugoslovanske socialnodemokratske stranke oziroma JNS.
Leta 1919 je bil kot poznavalec gospodarstva, član gospodarske delegacije Kraljevine Srbov, Hrvatov in Slovencev na pariški mirovni konferenci, nato do novembra 1920 narodni poslanec v začasnem predstavništvu v Beogradu in 1920 do 1921 urednik gospodarskega dela Jutra. Postal je eden vodilnih gospodarskih strokovnjakov v Jugoslovanski demokratski stranki in Jugoslovanski nacionalni stranki. Leta 1945 je emigriral v Avstrijo, zadnja leta je preživel v Salzburgu kot gost zavetišča za starejše begunce.
Pred skupščinskimi volitvami leta 1938 je v ateljeju fotoreporterja Franca Škodlarja na Miklošičevi cesti 15 postavil prvo radijsko oddajno postajo v Ljubljani, in sicer za potrebe predvolilne agitacije.
Izdal je več samostojnih publikacij. V delu Die Konjunktur und Depressionswellen in Österreich seit 1896 (Dunaj, 1913), v slovenščini objavljeno v Vedi 1914, je obdelal teorijo ekonomskih kriz, v Vorboten einer Wirtschaftskrise Deutschlands (Berlin, 1931) pa uporabo krizne teorije v tedanjem gospodarskem položaju. 
V knjigi Osnutek slovenskega narodnega gospodarstva (Celje, 1918) pa je obravnaval narodnogospodarski program za razvoj Slovenije. Prvi sodobni gospodarski program, ki ga je pred koncem prve svetovne vojne spisal Milko Brezigar, je v bistvu socialno-liberalni. Slovence je definiral kot »skupino nadarjenih individualistov«, ki bodo morali združiti sile in iz nekdanjih dežel ustvariti skupno narodno gospodarstvo. »Gospodarske dobrine so integralen del narodnega obstanka in narod kot politična suverena oblast bo dekretiral, da se morajo obrniti njemu v prid,« je zapisal. Kot enega temeljnih pogojev za preživetje Slovencev kot skupnosti je predvideval, da mora vsaka družina imeti osnovna živila in druge nujne stvari za preživetje. 
```
In je tudi naštel, katere (kruh, krompir, riž in zabela, preprosta obleka in obutev, perilo in kurjava). T. i. »življenjska košarica«, ki je politika tako ali tako ne upošteva, torej ni neki novodobni izum. 
[
2
]
```

Po 2. svetovni vojni je emigriral v Avstrijo, kjer je 22. aprila 1958 umrl v Salzburgu. Tam je bil pokopan 25. aprila.Kasneje so bili posmrtni ostanki prekopani na pokopališče Žale v Ljubljani.

## Galerija
- Fotografija groba družine Brezigar na pokopališču Žale v Ljubljani. Med pokopanimi je tudi politik in gospodarstvenik Milko Brezigar.